# 5990 Panticapaeon
5990 Panticapaeon este un asteroid din centura principală de asteroizi.

## Descriere
5990 Panticapaeon este un asteroid din centura principală de asteroizi. A fost descoperit pe 9 martie 1977 la Observatorul de Astrofizică din Crimeea de Nikolai Cernîh. El prezintă o orbită caracterizată de o semiaxă mare de 2,24 ua, o excentricitate de 0,09 și o înclinație de 7,0° în raport cu ecliptica.